# Trivigliano
Trivigliano ist eine Gemeinde in der Provinz Frosinone in der italienischen Region Latium mit 1611 Einwohnern (Stand 31. Dezember 2023). Sie liegt 84 km südöstlich von Rom und 26 km nördlich von Frosinone.

## Geographie
Trivigliano liegt in den Monti Ernici.
Es ist Mitglied der Comunità Montana Monti Ernici.
Die Nachbargemeinden sind Alatri, Ferentino, Fiuggi, Fumone, Guarcino und Torre Cajetani.

## Bevölkerungsentwicklung
| Jahr      | 1871 | 1881 | 1901 | 1921 | 1936 | 1951 | 1971 | 1991 | 2001 |
| Einwohner | 1014 | 962  | 988  | 1260 | 1257 | 1354 | 1159 | 1349 | 1430 |

Quelle: ISTAT

## Politik
Ennio Quatrana (Bürgerliste) wurde im Mai 2006 zum Bürgermeister gewählt und am 15. Mai 2011 wiedergewählt.